# Levis (Yonne)
Levis ist ein Dorf und eine Gemeinde mit 222 Einwohnern (Stand: 1. Januar 2022) im Département französischen Yonne in der Region Bourgogne-Franche-Comté (bis 2015: Burgund). Die Gemeinde gehört zum Arrondissement Auxerre und zum Kanton Vincelles (bis 2015: Kanton Toucy).

## Geografie

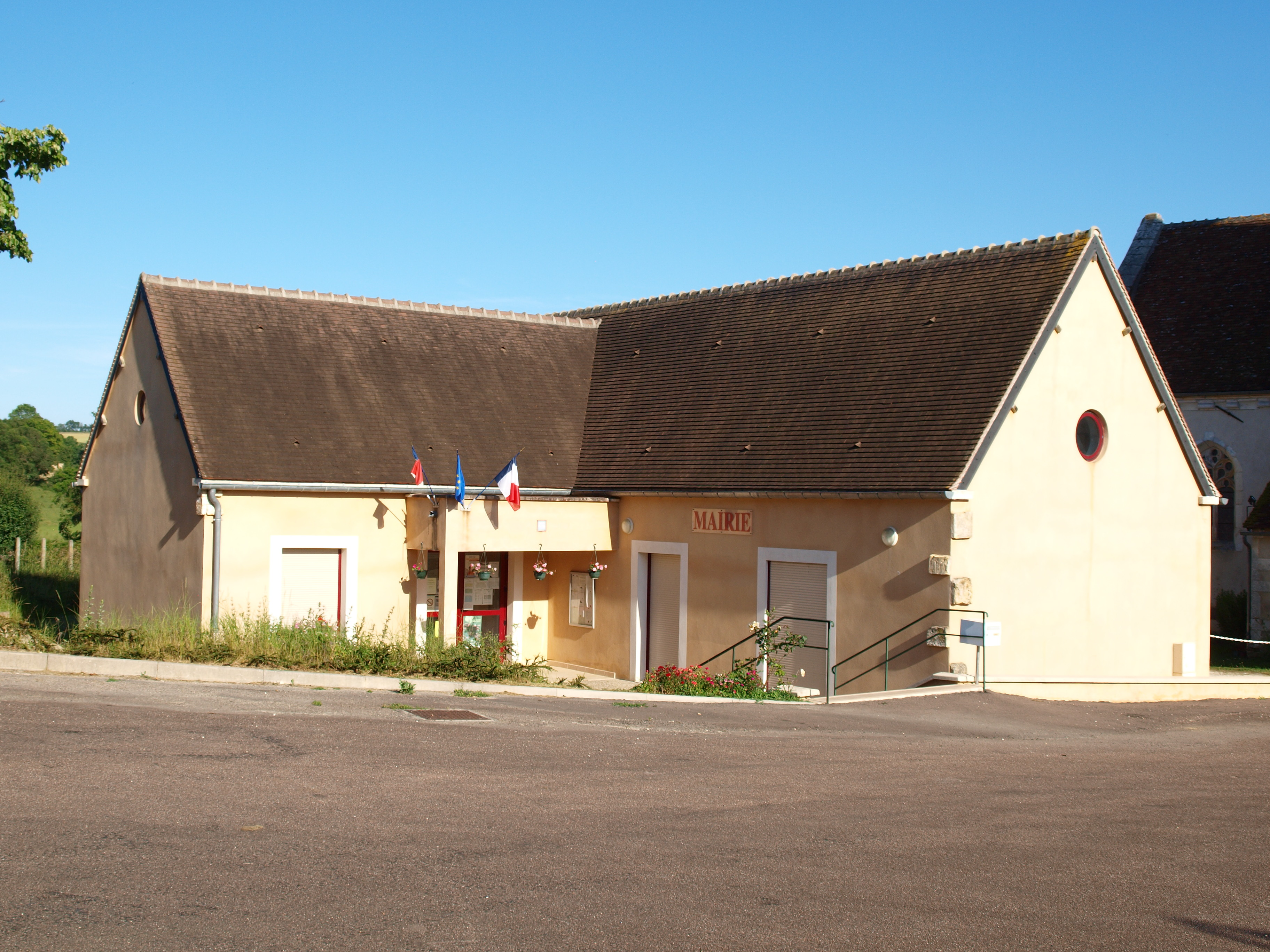
Mairie (Rathaus) und Schule

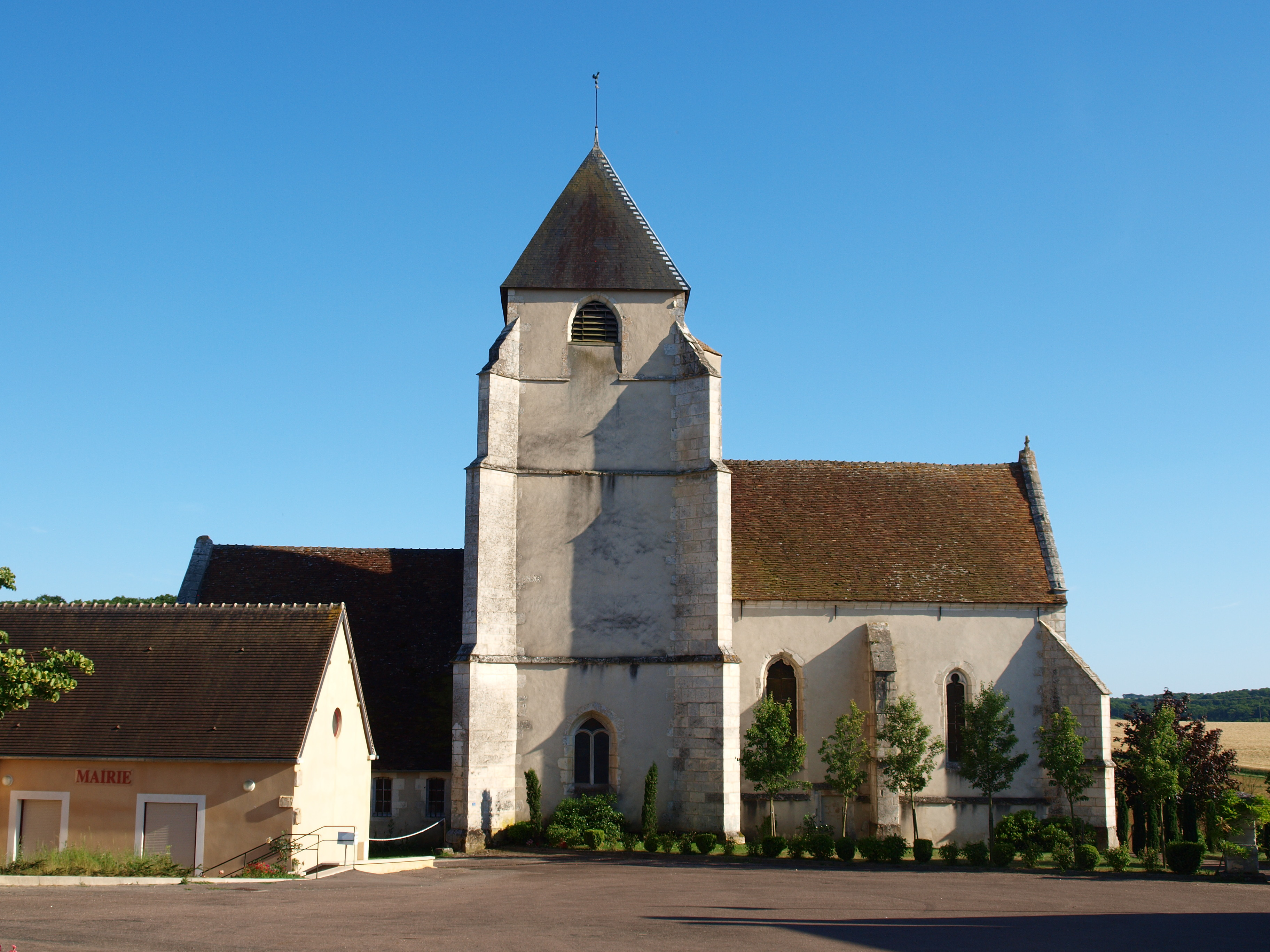
Kirche

Levis liegt in der Landschaft Puisaye, etwa 24 Kilometer westsüdwestlich von Auxerre. Umgeben wird Levis von den Nachbargemeinden Lalande im Norden und Nordwesten, Leugny im Nordosten, Ouanne im Osten, Sementron im Südosten, Lain im Süden sowie Fontenoy im Süden und Westen.

## Bevölkerungsentwicklung
| Jahr                      | 1962 | 1968 | 1975 | 1982 | 1990 |
| Einwohner                 | 301  | 289  | 251  | 208  | 195  |
| Jahr                      | 1999 | 200  | 2013 | 2018 |      |
| Einwohner                 | 238  | 246  | 237  | 219  |      |
| Quelle: Cassini und INSEE |      |      |      |      |      |

## Sehenswürdigkeiten
- Kirche